# Нойкінська сільська рада
Но́йкінська сільська рада (рос. Нойкинский сельский совет) — сільське поселення у складі Бугурусланського району Оренбурзької області Росії.
Адміністративний центр — село Нойкіно.

## Населення
Населення — 674 особи (2019; 831 в 2010, 1001 у 2002).

## Склад
До складу сільської ради входять:
| Населений пункт    | Населення, осіб (2002) | Населення, осіб (2010) |
| ------------------ | ---------------------- | ---------------------- |
| Нове Тюріно, село  | 40                     | 31                     |
| Нойкіно, село      | 542                    | 450                    |
| Старе Тюріно, село | 419                    | 350                    |